# Nearcha innotata
Nearcha innotata är en fjärilsart som beskrevs av W. Warren 1902. Nearcha innotata ingår i släktet Nearcha och familjen mätare. Inga underarter finns listade i Catalogue of Life.